# 朗皮尔
朗皮尔（法語：Lempire，法語發音：[lɑ̃piʁ]）是法国上法蘭西大區埃纳省的一个市镇，属于圣康坦区。

## 地理
朗皮尔（49°59'33"N, 3°10'21"E）面积2.62 平方千米，位于法国上法蘭西大區埃纳省，该省份为法国北部内陆省份，北起北部省，西接索姆省和瓦兹省，东临阿登省和马恩省，西南至塞纳-马恩省，东北部与比利时接壤。
与朗皮尔接壤的市镇（或旧市镇、城区）包括：博尼、旺迪勒、埃佩伊、龙苏瓦。

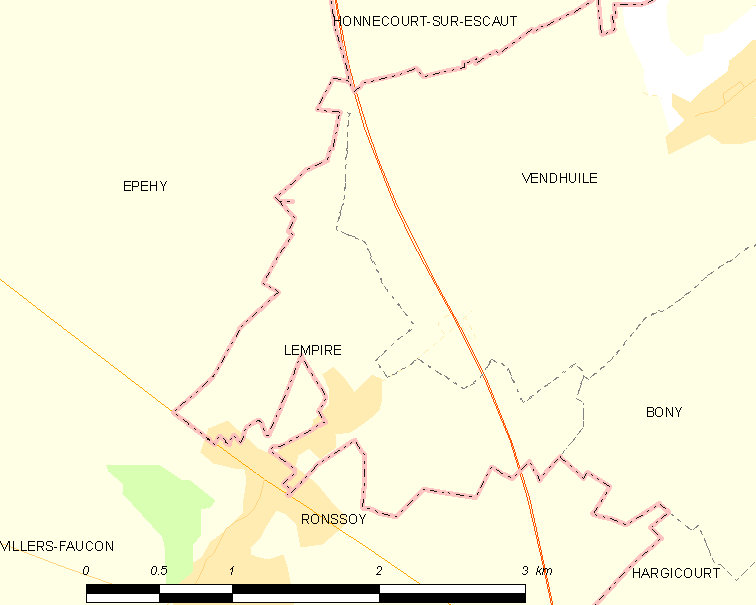
朗皮尔的OSM定位图

朗皮尔的时区为UTC+01:00、UTC+02:00（夏令时）。

## 行政
朗皮尔的邮政编码为02420，INSEE市镇编码为02417。

## 政治
朗皮尔所属的省级选区为博安昂韦尔芒多瓦县。

## 人口

1962-2008年间朗皮尔人口变化图示

朗皮尔于2022年1月1日时的人口数量为129人。